# Ludwig Platte
Ludwig Platte (* 27. September 1914 in Treysa; † 24. Juli 1975) war ein hessischer Politiker (SPD) und Abgeordneter des Hessischen Landtags.

## Ausbildung und Beruf
Ludwig Platte machte nach der Volksschule 1928 eine Lehre als Huf- und Wagenschmied. Ab 1932 war er arbeitslos, meldete sich zum freiwilligen Arbeitsdienst und später als Berufssoldat. Nach dem Kriegsdienst und Kriegsgefangenschaft war er ab 1945 bei der Kreisverwaltung in Ziegenhain, zuletzt als Kreisstatistiker, tätig.

## Politik
Ludwig Platte war seit 1946 Mitglied der SPD und dort Vorsitzender im Landkreis Ziegenhain. Zwischen dem 1. Dezember 1958 und dem 30. November 1974 war er Mitglied des hessischen Landtags. 1959 war er Mitglied der 3. Bundesversammlung.